# 대술중학교
대술중학교(大述中學校)는 대한민국 충청남도 예산군 대술면 화천리에 있는 공립 중학교이다.

## 학교 연혁
- 1971년 1월 16일 : 대술중학교 설립 인가(남녀공학 9학급)
- 1971년 3월 9일 : 개교(9학급 인가)
- 2001년 3월 1일 : 3학급 편성
- 2022년 3월 1일 : 제24대 조은형 교장 취임
- 2024년 1월 5일 : 제51회 졸업식(총 4,236명)
- 2024년 3월 4일 : 제54회 입학식(입학생 15명)
- 2025년 3월 1일 : 제25대 최감우 교장 취임

## 참고 자료
- 대술중학교 - 한국교육학술정보원 학교알리미